# Batalha de Las Cañas
A Batalha de Las Cañas ocorreu em 15 de abril de 1828, último ano da Guerra da Cisplatina. Durante esta ação, a vanguarda do Rio da Prata recuou, evitando o combate.

## História
Após a limitada e malsucedida ofensiva que realizou para obter cavalos e que culminou com a Batalha de Padre Filiberto em 22 de fevereiro, o general Juan Antonio Lavalleja , encarregado do exército republicano desde a retirada do general Carlos María de Alvear , retirou-se para seu acampamento em Cerro Largo , deixando no rio Yaguarón um grupo de vanguarda de cerca de 1.500 homens sob o comando do general Julián Laguna e do coronel Andrés Latorre.
Lavalleja decidiu então implementar uma operação militar, a única que idealizou do comando, para avançar sobre o Rio Grande do Sul, numa operação que combinaria um desembarque na foz da Lagoa dos Patos com um avanço da cavalaria pela estreita faixa de terra que separa aquela lagoa do mar.
A iniciativa era extremamente arriscada. Por um lado, enfraquecia a frente principal e, por outro, exigia uma logística extremamente precisa para garantir o avanço rápido e bem-sucedido da expedição. Uma retirada forçada do Yaguarón, ou qualquer falha ou atraso no avanço, deixaria o exército cercado por terra e mar.
Lavalleja designou seus melhores regimentos para a operação, sob o comando dos coronéis José María Paz e Isidoro Suárez . A expedição fracassou: a logística foi tão precária que o desembarque nunca ocorreu, e os regimentos republicanos, evitando a armadilha que enfrentavam, esgotaram seus cavalos em manobras infrutíferas, enquanto a divisão naval, reduzida a um único navio, se dedicava a realizar uma campanha na costa de Castillos.
Mas o marechal Gustav Heinrich von Braun , comandante brasileiro, recebeu notícias imediatas de seus espiões da partida do melhor corpo argentino e, julgando claramente a vulnerabilidade em que se colocavam seus adversários, decidiu cruzar o Yaguarón e atacar a vanguarda republicana.
Na madrugada de 15 de abril de 1828, três batalhões e três regimentos de cavalaria com um total de 2.800 soldados sob o comando do Marechal Brown cruzaram o Yaguarón.
Ao amanhecer, chegaram ao riacho Las Cañas, cuja corrente deságua no rio Yaguarón, na margem sul. Lá, encontraram a guarda postada em Laguna, composta por tropas guaranis trazidas por Félix Aguirre apenas oito semanas antes.
Ao perceber o avanço, os guaranis deram o alarme tocando seus tambores e pífanos , instrumentos típicos da infantaria que tradicionalmente guardavam desde a época das milícias jesuítas e que eram completamente incomuns na cavalaria.
Ao ouvir isso, os brasileiros presumiram que estavam diante de um batalhão de infantaria. Desconcertado, acreditando ter sido enganado por seus espiões e em vez de correr o risco de enfrentar o fogo de fuzil do batalhão inexistente, Brown decidiu recuar, contentando-se em pastorear os cavalos que encontrou na área.
Enquanto isso, a vanguarda republicana sob o comando do general Julián Laguna, composta inteiramente por cavalaria, permanecia acampada na frente do rio Yaguarón, desmontada, dormindo e sem fortificações. Ao ouvir o alarme, Laguna ordenou que sua vanguarda recuasse sem demora para Cerro Largo, de onde Lavalleja enviou o Corpo de Cuirassiers sob o comando do coronel Anacleto Medina , que conseguiu atirar na retaguarda brasileira em retirada.
Além da evacuação do acampamento republicano, não houve batalha campal, e a ação foi, em última análise, inconsequente. No entanto, suas potenciais consequências teriam sido desastrosas para o exército republicano: se o ataque ao acampamento de Laguna tivesse sido bem-sucedido, a vanguarda teria sido facilmente destruída, assim como o quartel-general de Cerro Largo, próximo e mal defendido, enquanto as forças de Paz teriam sido ameaçadas de cerco. Qualquer que fosse o resultado, o quadro militar que determinaria as negociações de paz teria mudado irrevogavelmente.